# Alliance (esporte eletrônico)
Alliance é uma organização profissional de esportes eletrônicos sediada na Suécia e fundada em 2013. Eles possuem equipes em diversos jogos, sendo mais reconhecidos por seu time de Dota 2, que venceu o The International de 2013 e recebeu o maior pagamento de prêmio em dinheiro único na história do esportes eletrônicos na época. O antigo time de League of Legends da Alliance participava da European League of Legends Championship Series (EU LCS), tendo conquistado uma vez o torneio no verão de 2014.
Em dezembro de 2016, a organização anunciou que havia se tornado propriedade dos jogadores depois de se separar de sua organização controladora, a agência GoodGame, que pertencia à Amazon por meio de sua subsidiária Twitch.

## História
A Alliance é uma organização que foi fundada pelo proprietário e CEO da organização de esportes eletrônicos Evil Geniuses, Alex Garfield, em cooperação com a Razer em 2013. A Alliance foi criada para promover e apoiar os esportes eletrônicos europeus, envolvendo jogadores realmente talentosos de toda a região escandinava.
No início, a Alliance consistia em uma formação de Dota 2 que anteriormente jogava sob o nome "No Tidehunter", além do jogador de StarCraft II Johan "NaNiwa" Lucchesi. Em agosto de 2013, a equipe de Dota 2 da Alliance venceu o The International de 2013, recebendo US$ 1,4 milhão, a maior premiação de esportes eletrônicos na época.
Em dezembro de 2013, a organização criou uma equipe de League of Legends, que participou da European League of Legends Championship Series (EU LCS). A equipe foi campeã da etapa de verão de 2014 do campeonato.
A Alliance deixou o StarCraft II em julho de 2014. A equipe de League of Legends foi renomeada como Elements em janeiro de 2015 devido às regras de propriedade de comando na série de campeonatos de League of Legends, que impedia que a agência GoodGame, controladora da Evil Geniuses e Alliance, possuísse várias equipes ao mesmo tempo.

Em 12 de dezembro de 2016, a Twitch transformou a Evil Geniuses e a Alliance em organizações de propriedade dos jogadores. De acordo com o porta-voz da equipe da Alliance, Jonathan "Loda" Berg, todos os participantes originais, com adição de Adam "Armada" Lindgren, receberam uma participação na empresa.